# Mjørkadalur
Mjørkadalur [ˈmjœɻkaˌdɛalʊɹ] és una vall de l'illa feroesa de Streymoy al municipi de Tórshavn. Està situada a la carena est de la muntanya Sornfelli (749 m), per sobre del fiord de Kalbaksfjørður. Hi circulen els rius Áin Svarta i Hamarsendaá, que acaben formant el Fjarðará al fons de la vall. El Kollfjarðartunnilin, de 2816 metres de llarg, hi té la boca sud.
Els edificis de Mjørkadalur acollien les instal·lacions del Comandament de les Illes Fèroe (Færøernes Kommando), la unitat militar del Regne de Dinamarca a l'arxipèlag. Tanmateix avui ha esdevingut un centre de detenció per a presos que compleixen condemnes breus. Els reclusos feroesos que han de complir sentències més llargues són enviats a centres penitenciaris de Dinamarca, ja que no hi ha presons a les Illes Fèroe.
Mjørkadalur prové dels mots feroesos mjørki (boira) i dalur (vall), per que el topònim es podria traduir per "vall de la boira".

## Història
Mjørkadalur va ser el nom d'una instal·lació militar danesa, el Comandament de les Illes Fèroe, que incloïa també un sistema de radar d'alerta primerenca de l'OTAN, fins que les autoritats daneses la van tancar i van lliurar-ne la clau de l'edifici a l'alcalde de Tórshavn el 2 de juliol de 2002. El radar va continuar actiu fins a l'1 de gener de 2007. El 15 de novembre de 2010, es va tancar l'últim equipament. Anteriorment fins a 200 persones de l'exèrcit danès havien viscut a Mjørkadalur.
El 10 de febrer de 2011, les instal·lacions de Mjørkadalur es van convertir en l'unic centre de detenció de les Illes Fèroe. Fins llavors aquest lloc havia estat a Tórshavn, però problemes en l'edifici que feia aquesta funció a la capital van decidir el trasllat de la presó a Mjørkadalur.
Un dels radars continua en funcionament, però només serveix per a observar el trànsit d'avions civils a l'espai aeri feroès.